# Giovanni Losi
Giovanni Losi (ur. 29 listopada 1838 w Caselle Landi, zm. 27 grudnia 1882 w Al-Ubajjid) – włoski duchowny rzymskokatolicki i kombonianin. Autor pierwszego słownika języka nubijskiego.
Ochrzczony został w Kościele Wniebowzięcia Najświętszej Maryi Panny w Caselle Landi. Święcenie kapłańskie przyjął w Piacenzy w 1862. W 1872 udał się razem z Danielem Combonimem do Sudanu jako misjonarz.
Zmarł na szkorbut. Na jego cześć nazwano drogę w Caselle Landi.